# NGC 6358
NGC 6358 é uma galáxia espiral (S) localizada na direcção da constelação de Draco. Possui uma declinação de +52° 36' 57" e uma ascensão recta de 17 horas, 18 minutos e 52,8 segundos.
A galáxia NGC 6358 foi descoberta em 2 de Maio de 1887 por Lewis A. Swift.